# Kuladevata

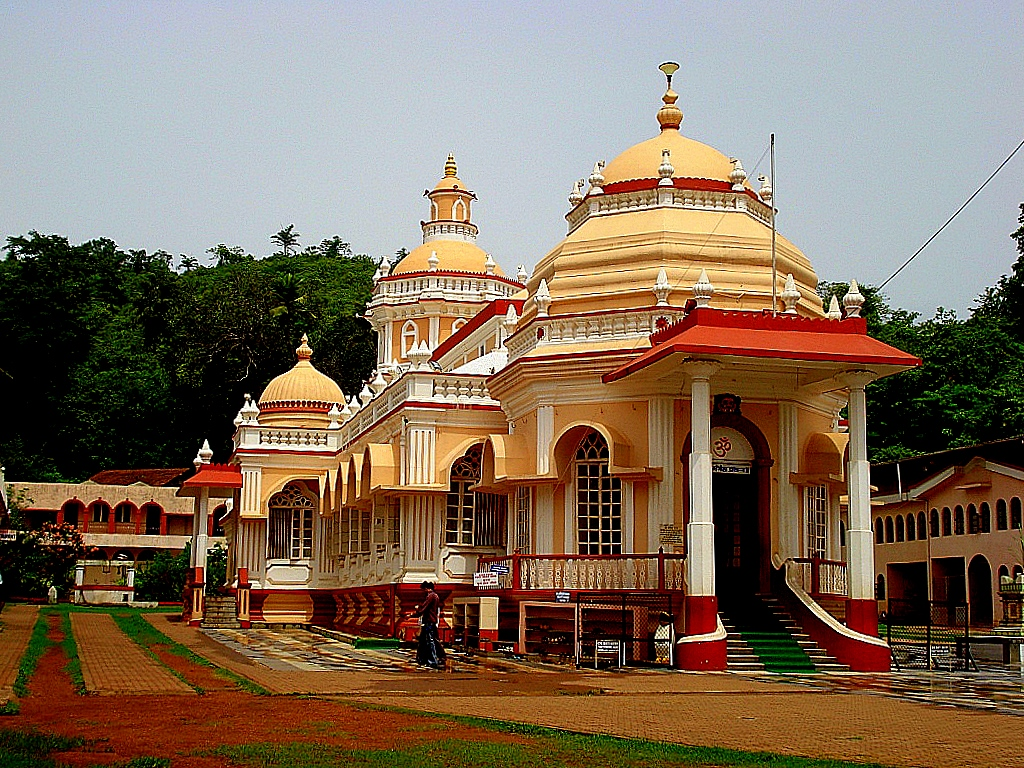
Temple de Bhagavan Manguesh (un avatar de Shiva), à Goa ; Manguesh est la Kuladevata de millions de brahmanes hindous à travers le monde.

Kuladevata (kula-devatā) ou Kuladevi  est le nom donné, dans l'hindouisme aux « divinités familiales » (le plus souvent des déesses), ne devant pas être confondues avec les divinités personnelles, les iṣṭa-devatā (en). 

## Exemples
Le mot Kuladevata est formé de Kula, signifiant clan et de Devata, signifiant divinité  ; celle-ci peut être mâle ou femelle, voire un animal ou un objet, mais est le plus fréquemment une déesse-mère. Les familles hindoues se rendent en pèlerinage au temple de la Kuladevata pour obtenir sa bénédiction après un évènement heureux, comme un mariage.
Les Kuladevatas sont vénérées dans plusieurs sectes de l'hindouisme et du jaïnisme. Au Maharashtra, les Kuladevatas sont le plus souvent des avatars de Shiva ou de Shakti, comme  Khandoba (en) ou Bhâvanî, respectivement. Au Gujarat et au Rajasthan, ces déesses sont généralement divers avatars de Parvati, l'épouse de Shiva. Le Nâga est une autre   Kuladevata célèbre, vénéré par plusieurs clans hindous, jaïn et kshatriya sous divers noms tels que Nagadevata et Nagabaapji.